# (522) Helga
(522) Helga est un astéroïde de la ceinture principale découvert par Max Wolf le 10 janvier 1904.

## Compléments